# Непознаничи
Непознаничи (укр. Непізнаничі) — село на Украине, находится в Емильчинском районе Житомирской области.
Код КОАТУУ — 1821782204. Население по переписи 2001 года составляет 244 человека. Почтовый индекс — 11242. Телефонный код — 4149. Занимает площадь 1,136 км².

## Адрес местного совета
11241, Житомирская область, Емильчинский р-н, с.Великий Яблонец